# 三菱石炭鉱業
三菱石炭鉱業株式会社（みつびしせきたんこうぎょう）は、かつて日本国内での石炭の採掘や地方鉄道事業を行っていた企業である。三菱鉱業セメント（後の三菱マテリアル）の子会社であった。

## 概要
1955年（昭和30年）に石炭鉱業合理化臨時措置法が施行されると、中小炭鉱の閉山や合理化が始まった。三菱鉱業株式会社（現・三菱マテリアル）でも各炭鉱の合理化・縮小が推進され、一般炭を産出する美唄鉱業所が1965年（昭和40年）に美唄炭礦株式会社として分離された。
一方、鉄鋼コークス用の原料炭を産出する大夕張地区では新炭鉱の開発が進められ、1969年（昭和44年）には三菱鉱業より大夕張鉱業所、南大夕張開発事務所、大夕張鉄道線が分離・譲渡され三菱大夕張炭礦株式会社が発足した。同じく九州地区でも高島鉱業所、端島鉱業所からなる三菱高島炭礦株式会社が設立された。その後美唄炭礦は1971年（昭和46年）7月に三菱大夕張炭礦に吸収合併（株式上は1:1の対等合併、存続会社は美唄炭礦。即日社名変更）して同社美唄鉱業所となったが、1972年（昭和47年）4月に閉山、大夕張鉱業所も1973年（昭和48年）6月に閉山し、12月には三菱大夕張炭礦と三菱高島炭礦が合併し三菱石炭鉱業株式会社が新たに発足した。
その後も、国内炭の需要減少から炭鉱閉山の流れは止まらず、1986年（昭和61年）には高島鉱業所も閉山。南大夕張鉱業所も1990年（平成2年）まで操業を続けたが閉山し、三菱による日本での石炭採掘事業に終止符が打たれた。　

## 歴史
- 1965年（昭和40年） - 美唄炭礦株式会社設立。
- 1969年（昭和44年）10月1日 - 三菱大夕張炭礦株式会社（初代）、三菱高島炭礦株式会社設立。
- 1971年（昭和46年）7月1日 - 美唄炭礦が三菱大夕張炭礦（初代）を合併、三菱大夕張炭礦株式会社（2代目）に社名変更。
- 1972年（昭和47年） - 三菱大夕張炭礦美唄鉱業所閉鎖。
- 1973年（昭和48年） - 大夕張鉱業所閉鎖。
- 1973年（昭和48年）12月15日 - 三菱大夕張炭礦が三菱高島炭礦を合併、三菱石炭鉱業株式会社に社名変更。
- 1974年（昭和49年） - 端島鉱業所閉鎖。
- 1986年（昭和61年） - 高島鉱業所閉鎖。
- 1990年（平成2年） - 南大夕張鉱業所閉鎖。南大夕張炭鉱株式会社に社名を変更、清算業務。